# Gościeńczyce
Gościeńczyce ( pronunciación en polaco: /ɡɔɕt͡ɕɛj̃ˈt͡ʂɨt͡sɛ/ ) es un pueblo ubicado en el distrito administrativo de Gmina Grójec, dentro del condado de Grójec, Voivodato de Mazovia, en el centro-este de Polonia. Se encuentra a unos 9 kilómetros al noreste de Grójec y a 34 kilómetros al sur de Varsovia.